# Јакинт Цезарејски
Свети мученик Јакинт је ранохришћански мученик и светитељ.

Као младић, био је дворјанин цара Трајана и потајни хришћанин. Једном када је цар Трајан са свима дворјанима свечано приносио жртве идолима, Јакинт је изостао са ове свечаности. Зато је оптужен и изведен пред царски суд. Цар га је саветовао, да се одрекне Христа и принесе жртве идолима. Али Јакинт је одбио и рекао: 
Ја сам хришћанин, Христа поштујем, Њему се клањам, и Њему приносим на жртву живу себе самог
После тога је претучен, попљуван, саструган и бачен у тамницу. По наредби царевој ништа му нису давали за јело осим хране од жртвоприношења. Међутим Јакинт то није хтео да једе и након тридесет осам дана је умро у тамници. Према хришћанској традицији након његове смрти тамничари су видели два светла анђела у тамници: један је покривао тело мучениково својом светлом одећом, а други је полагао диван венац на његову главу.
Јакинт Цезарејски је преминуо 108. године.
Православна црква прославља светог мученика Јакинта 3. јула по јулијанском календару, односно 16. јула по григоријанском.